# Svatováclavské legendy
Svatováclavská hagiografie je soubor legend, tedy náboženských životopisů svatého Václava. Tyto legendy jsou nenahraditelným pramenem pro nejstarší dějiny českého státu. I když psány především latinsky a v menší míře staroslověnštinou, patří jim zároveň významné místo v nejstarším období české literatury. Jejich význam je tedy historický i literární, slabě osvětlují pro nás dosti temné období nejstarších Přemyslovců a počátků literární činnosti na našem území. Tak jako všechny legendy jsou i ty Václavské ovlivněny prostředím, ve kterém vznikly, a svým propagačním posláním. Často proto odrážejí období vzniku a motivaci autorů více než skutečný průběh líčených událostí.
Legendy o svatém Václavovi se objevují od druhé poloviny 10. století, tedy několik desetiletí po jeho smrti. Jeho význam, mimo jiné věčného panovníka posvěcujícího přemyslovskou dynastii nebo díky k jeho odkazu se hlásícímu Karlu IV., zajistil popularitu těchto legend, jejich psaní a opisování, po celý středověk. Líčení Václavova života pak z legend přejímali i autoři dalších děl, jako je například Kosmova kronika.
Mezi nejznámější legendy patří:
- První staroslověnská legenda – datována do doby brzy po smrti Václava, tedy do druhé poloviny 10. století
- Crescente fide – nejstarší latinská legenda z poslední třetiny 10. století
- Kristiánova legenda obsáhlý text, vznik na konci 10. století byl vědecky zpochybňován
- Gumpoldova legenda z konce 10. století, dílo italského biskupa
- Laurentiova legenda od mnicha z italského kláštera Montecassino, asi 1. pol. 11. století

## Vývoj václavské legendy
O svatém Václavu vznikla celá řada legend, u nichž je často velmi obtížné určit časové zařazení a s tím související filiaci neboli vzájemné vztahy mezi legendami, které části legendy jsou závislé (někdy přímo opsané) na které legendě a které jsou původním textem autora. Minimum jiných zpráv o Václavově životě také nedovoluje potřebné ověření údajů z legend soudobými prameny.
S originálním řešení filiace přišel Dušan Třeštík, který předpokládal existenci nedochované latinské Legendy X, ze které podle něho čerpali autoři všech legend 10. a 11. století s výjimkou Gumpolda, a legendy Oportet nos fratres.

### Crescente fide
Obecně se za prvotní latinskou svatováclavskou legendu považuje Crescente fide christiana (Když vzrůstala křesťanská víra), o níž se soudí, že vznikla těsně po založení pražského biskupství v roce 973, snad před rokem 976. Jejímu autorovi posloužila jako předloha legenda o sv. Jimramovi, kterou v polovině 8. století sepsal biskup Arbeo z Freisingu. Legenda se zachovala v několika verzích a existence dalších ztracených se předpokládá. Hlavní jsou Crescente I a její rozšířená verze Crescente II.
Na Crescente navazuje Gumpoldova legenda, sepsaná mantovským biskupem Gumpoldem na příkaz císaře Oty II. kolem roku 980, snad nejpozději roku 983. Z Gumpoldovy legendy čerpá druhá staroslověnská legenda a legenda v rýmované latinské próze Oportet nos fratres.

### Kristián
Další vývoj legend je předmětem dlouhodobého sporu, v němž hlavní roli hraje legenda tzv. Kristiána. Někteří historici ji zařazují až do 14. století, poslední generace historiků (např. Dušan Třeštík) však častěji dokládají vznik koncem 10. století, do kterého se legenda hlásí svým věnováním biskupu Vojtěchovi.
Z Kristiána pak vychází legenda Ut annuncietur I, která podle názoru Jaroslava Ludvíkovského  vznikla za života Václava I., tedy před rokem 1253.
Z Ut annuncietur I vycházela další stěžejní legenda, Oriente I. (též Oriente iam sole). Její datování je problematické, vznikla zřejmě před Ut annuncietur II datované do rozmezí let 1260–1300, protože její autor Oriente I znal. Tento koncept však narušuje legenda označená jako Ut annuncietur I.a, která evidentně přejímá pasáže z Oriente I, ale je nepravděpodobné, že by Oriente I vznikla velmi brzy po Ut annuncietur I, protože tyto legendy jsou evidentně ve vzájemné vazbě. Uvažuje se i o jiných možnostech. Oldřich Králík se pokusil prokázat, že legenda Ut annuncietur I.a vznikla pravděpodobně za vlády Přemysla Otakara II.
Tyto větve václavské hagiografie lze označit jako hlavní či oficiální.

### Laurentius a první staroslověnská legenda
Mimo tyto hlavní větve václavské hagiografie vznikly ve století po Václavově smrti ještě dvě samostatné legendy. První je Laurentiova legenda (Vavřincova), nazývaná též Utrpení sv. Václava, která se zachovala v jediném rukopise v klášteře v Monte Cassinu a není pravděpodobné, že by byla někdy rozšířena mimo tento klášter.
Druhou legendou, kterou sem řadíme, je první staroslověnská legenda, která se zachovala v charvátských a ruských opisech.
Vztah těchto legend k oficiální větvi není jasný. Přestože jsou obě legendy odděleny vzdáleností i jazykem, existuje mezi nimi evidentní příbuznost, kterou lze vyložit existencí společné předlohy. O rekonstrukci a zařazení této předlohy se pokusilo více literárních historiků a rozborem dospěli k názoru, že tato předloha musela vzniknout po Gumpoldově legendě, ale před tzv. Kristiánem.

### Další díla hagiografické povahy
Do oficiální linie lze ještě zařadit Kosmovu kroniku, která si však v příslušných kapitolách nekladla za cíl oslavovat Václava, ale spojit ho se svatým Vojtěchem.
Na tuto hlavní linii Václavských legend, pak navázal Karel IV., který využil i novinky, jež zavedl Kosmas. V průběhu husitství nevznikala hagiografická díla, ačkoli Václavův kult v tomto období spíše narůstal. Poté byl život sv. Václava zpracován v Kronice české Václava Hájka z Libočan. Další dílo, které však není programově hagiografické, vyšlo v roce 1585 pod názvem „Historické obrazy ze života a umučení svatého Václava“.
Po roce 1620 došlo k uvědomělému potlačování kultu sv. Václava, které se odrazilo i na literární tvorbě k tomuto tématu.[zdroj?]

## Struktura václavských legend
Každé hagiografické dílo obsahuje některé základní části. V případě svatého Václava jde o čtyři části: popis života, umučení, translace a posmrtné zázraky. Tyto části prošly poměrně složitým vývojem, který odráží názory období, v němž je legenda psána, a zároveň ukazuje priority jednotlivých děl. Z počtu zázraků lze také usoudit, jak byl světec populární. Zázraky v legendách totiž nemusí pouze přibývat, ale mohou i mizet. Počet zázraků určuje více faktorů, přičemž u světců Václavova typu se jedná jednak o tlak politický a jednak o tlak liturgický, který se projevuje v rozsahu čtení.

### Život svatého Václava
Jelikož se o životě sv. Václava neví prakticky nic, existovala možnost rozvíjet hagiografii mnoha směry. Prvotní latinské legendy si kladou za cíl vylíčit Václava jako ideál křesťanského panovníka, přesto přijímají realitu tehdejšího přemyslovského státu. Později dochází k potlačení těchto prvků a Václav se stává více současníkem doby, v níž je psána legenda.
Primárním prvkem, který se v těchto legendách objevuje, je jeho vzdělání, které je líčeno jako velmi kvalitní, zpočátku je spojováno se znalostí cyrilice, ale tento prvek při schizmatu mizí a je kladen důraz na vzdělání latinské a řecké. Vzdělání tohoto typu bylo ovšem v jeho době nejen nepravděpodobné, ale prakticky zcela vyloučené, jde o idealizaci směrem k postavě vládce-kněze. V legendě tzv. Kristiána se objevuje vliv svaté Ludmily, čímž dochází ke spojení mezi ním a novou legendou. Vliv Ludmily je samozřejmě pozitivní, u Kristiána právě jejím vlivem získává staroslověnské vzdělání, tento prvek později (zvláště v Kosmově kronice) mizí, což je způsobeno především snahou o zamlčení existence staroslověnské liturgie. V rámci tohoto svého vzdělání byl pokřtěn, zajímavostí je, že staroslověnská legenda hovoří též o obřadu postřižin.
Dále se projevuje běžná topoi těžkého dětství, kde se v jeho matce Drahomíře odráží prvek nevzdělanosti a pohanství, ta po smrti jeho otce Vratislava má tendenci bránit jeho vzdělání. Tento prvek také umožní vysvětlit, proč se nestane knězem - musí převzít vládu. Po převzetí vlády vyžene matku a zavražděnou Ludmilu nechá převézt z Tetína na Pražský hrad. V Drahomíře se tak pravděpodobně odráží stav země, kdy křesťanství nebylo obecně přijímáno. Ve vyhnání Drahomíry lze najít také vodítko změn úlohy křesťanství, protože v pozdějších legendách ji povolává zpět.
Jeho život jako knížete je líčen jako vzestup křesťanství, později je líčen jako ideální vládce, ale např. Kristián uvádí, že kněžím darovával mimo bohatství i otroky, je zde líčeno jeho pokání, které činil v případech, kdy se opil. Pozdější legendy se posouvají do stavu, kdy vykupuje otroky a lituje, že jim nemůže pomoci všem, a ještě později se tento motiv zcela vytrácí. Také se v počátečních verzích objevuje zákaz hospod a trestání opilců, to se později mění na přesvědčování opilců a naopak se objevuje motiv nechuti k trestu smrti a mučení. Jeho život je líčen v téměř mnišské podobě a v některých legendách se objeví i jeho touha stát se mnichem v Římě. Ve všech legendách je samozřejmě líčena snaha o zakládání nových kostelů a podpora křesťanství.
Značnou obměnou prochází i Václavův vztah k Německu, zde se mění od přítele Jindřicha až po obránce České země.

### Umučení
Popis smrti je víceméně konstantní a spočívá v nábožensky motivované vraždě, pobití jeho (Václavových) přátel a vyhnání kněží a spojenců. V Kosmově kronice se objevuje politicky motivovaná snaha změnit bratrovraždu na nemožnost mu pomoci, tato snaha vychází z potřeby vychválit Boleslava. V každém případě původní téma smrti vypadá tak, že byl kníže Václav pozván do Boleslavi, zde napřed Boleslav dlouho nemá odvahu a pak ani sílu ho zabít, je zabit jeho (Boleslavovými) přáteli, když se utíká schovat do kostela.

### Translace
K translaci došlo podle nejstarších legend 4. března roku 932 nebo 938, rok je nejistý, protože není jistý rok úmrtí; mělo k ní dojít třetí rok po smrti (vraždě Václava) a údajně se jí účastnil i Boleslav I. Zajímavostí je, že tento rok se snažil Kosmas posunout tak, aby se translace mohl přímo účastnit i svatý Vojtěch.

### Posmrtné zázraky
Počet zázraků učiněný Václavem je proměnlivý, ačkoli nelze tvrdit, že se zvyšoval neustále, lze říci, že počet zázraků měl rostoucí tendenci.
První zázrak se udál již při Václavově úmrtí, ale i zde panuje nejednota legend, o jaký zázrak šlo. Shoda je v tom, že mu přirostla uťatá část těla (u Kristiána ucho, u Vavřince prsty na ruce, atp.), zásadní rozdíl je však v pojetí tohoto zázraku, podle některých legend (první pravděpodobně u Kristiána či spíše jeho nedochované předlohy) se zjevil své sestře Přibyslavě a řekl (či ukázal) jí, kde najde toto ucho, ona mu ho přiložila teprve v hrobě. Takovýto zázrak spojený se zjevením byl mnohem významnější než samotný srůst.